# Lukarec
Lukarec, 1910 és 1918 között Lukácskő (románul: Lucareț, németül: Lukaretz, szerbül Lukarevac) falu Romániában, a Bánátban, Temes megyében.

## Fekvése
Temesvártól 36 kilométerre keletre, a síkság északi peremén fekszik.

## Nevének eredete
Neve szerb eredetű, a Lukar személynévből képzett. 1492-ben Lwkarowcz, 1554-ben Luqarofče, 1700 körül Lukarevacz, 1717-ben Lucareszi alakban adták vissza. A helységnévrendezéskor tövét tévesen a Lukács személynévvel azonosították (amelyhez nincs köze), a -kő utótagot pedig bazaltbányájáról kapta.

## Története
A középkor végén, első felbukkanásakor a hatalmas solymosi uradalom része volt. 1717-ben húsz házzal írták össze a facsádi kerületben. 1779-ben Temes vármegyéhez csatolták. 1802-ig a kamara, azután előbb a Jankovics/Doktorovich, az 1830-as évektől az Agora család tulajdona, a 19. század végére pedig házasság révén Iosif Gall/Gall József vált legnagyobb birtokosává. Ő modernizálta a falutól délkeletre fekvő bazalt kőfejtőt. Iparvasutat épített, és sok környékbelinek adott munkát, ami miatt igen népszerűvé lett a lakosok körében. A századfordulón két kőfejtőjéből évi átlagban 37–38 ezer köbméter bazaltot termeltek ki, útépítésre és Temesvár utcáinak kikövezésére. Szerb lakossága a statisztikák tanúsága szerint a 20. század folyamán elrománosodott.
1910-ben 517 lakosából 338 volt szerb, 67 magyar, 52 román, 40 szlovák és 9 német anyanyelvű; 399 ortodox és 109 római katolikus vallású.
2002-ben 123 lakosából 77 volt román, 41 szerb, négy szlovák és egy magyar nemzetiségű; 113 ortodox vallású.

## Nevezetességek

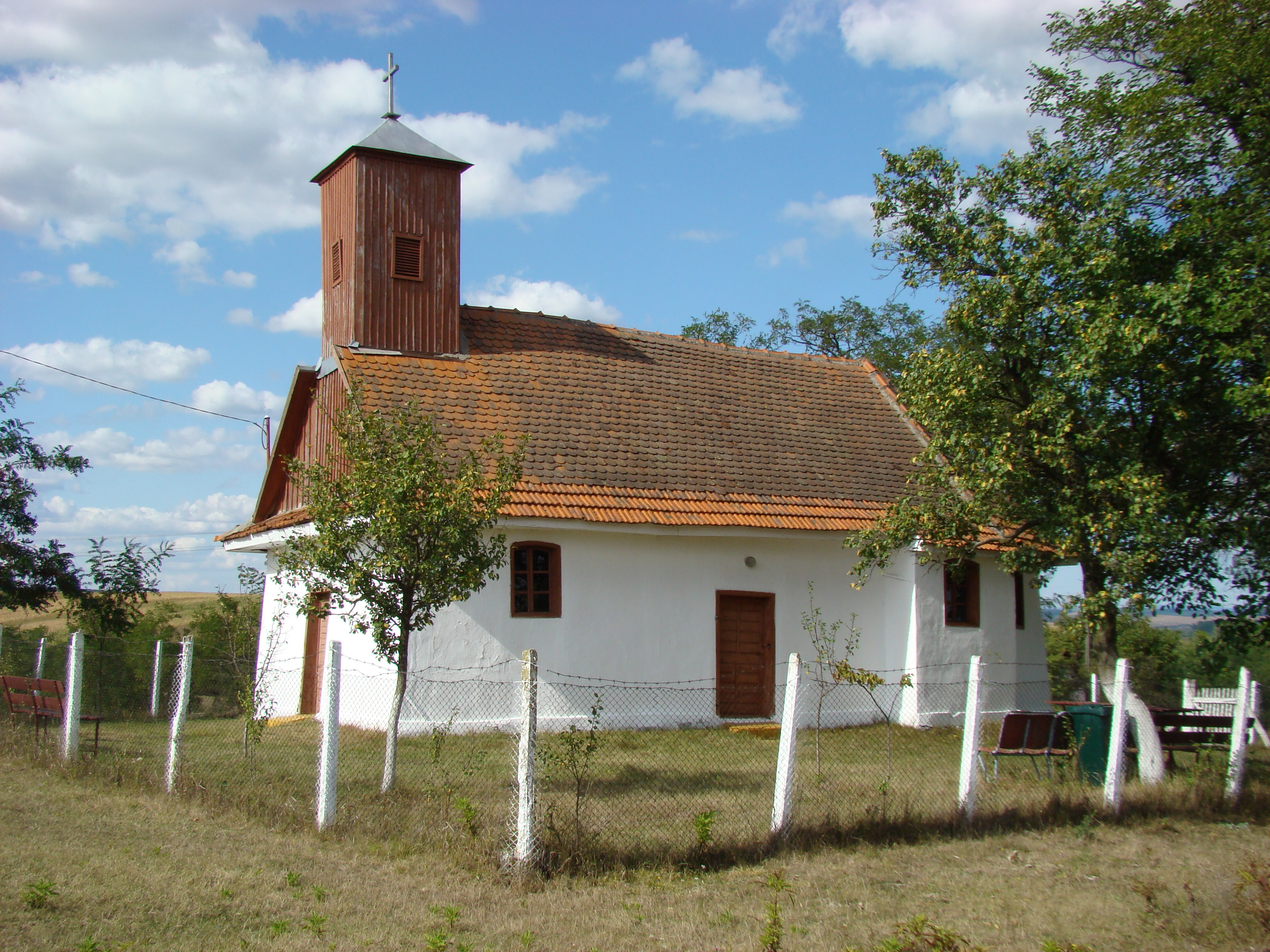
A lukareci szerb ortodox templom

- A falu délkeleti határában fekvő, 211 méter magas Piatra Roșie nevű, kialudt vulkán híres bazaltlelőhely. A bazaltorgonák vörös színüket magas vastartalmuknak köszönhetik.
- Szerb ortodox fatemploma 1750-ben épült. Érdekesség, hogy az 1780-as belső festés feliratai román nyelvűek.